# Мотылёв, Леонид Юльевич
Леонид Юльевич Мотылёв (род. 10 февраля 1955 года) — российский переводчик английской и американской литературы. Кандидат физико-математических наук. На русский язык перевёл работы Питера Акройда, Амброза Бирса, Салмана Рушди, Джонатана Франзена, Кадзуо Исигуро и других писателей. Племянник литературоведа Тамары Мотылёвой.

## Биография
Окончил факультет прикладной математики Института электронного машиностроения, преподавал математику в школе. В 1984 году защитил кандидатскую диссертацию на тему «Асимптотические методы для дифференциальных уравнений с вырождающимся символом». Литературную деятельность начинал с перевода поэзии, в основном с творчества Райнера Марии Рильке. После 30 лет стал переводить прозу, участвовал в семинарах Инны Бернштейн, Марии Лорие, Марии Кан. Первый «прозаический» опыт — перевод рассказа Герберта Бейтса «Жёлтый краб».

## Избранные переводы
- Питер Акройд, «Завещание Оскара Уайльда» (1993).
- Агата Кристи, «Карибская тайна» (1999).
- Салман Рушди, «Прощальный вздох Мавра» (1999).
- Пелам Гренвилл Вудхауз, «Тысяча благодарностей, Дживс», совместно с Людмилой Мотылёвой (2001).
- Арундати Рой, «Бог мелочей» (2002).
- Джоан Роулинг, «Гарри Поттер и Орден Феникса», совместно с Виктором Голышевым и Владимиром Бабковым (2004).
- Филип Рот, «Людское клеймо» (2005).
- Кадзуо Исигуро, «Не отпускай меня» (2006).
- Дэн Браун, «Инферно», совместно с В. Голышевым и В. Бабковым (2013).
- Джон Уильямс, «Стоунер» (2015).
- Джонатан Франзен, «Безгрешность», совместно с Любовью Сумм (2016).
- Уоллес Стегнер, «Останется при мне» (2017).
- Июнь Ли, «Добрее одиночества» (2018).
- Джонатан Франзен, «Конец конца Земли», совместно с Юлией Полещук (2019).
- Кадзуо Исигуро, «Клара и Солнце» (2021).

## Признание
Лауреат премий «Инолит» (1999), «Единорог и лев» (2007), в 2016 году вошёл в короткий список премии имени Норы Галь с рассказом Фланнери О’Коннор «Хорошего человека редко встретишь».